# Sursum corda
Sursum corda (с лат. — «вознесём сердца́»; перевод греч. Ἄνω σχῶμεν τὰς καρδίας), также Dialogus (Dialogus orationis Eucharisticae — «диалог евхаристической молитвы»), вступительный диалог — начальная часть анафоры католической литургии. Та же формула обращения к пастве (на местных языках) присутствует во всех древних христианских литургиях, как западных, так и восточных. За вступительным диалогом всегда следует префация (иногда Sursum corda считают первым элементом префации).

## Структура
Вступительный диалог состоит из нескольких воззваний предстоятеля литургии и ответов народа (хора). В большинстве литургий воззваний — три, сначала следует призвание благодати Божией на собрание, потом призыв предстоятеля вознести сердца и наконец воззвание с призывом возблагодарить Господа, что обеспечивает плавный логический переход к префации, основной смысл которой как раз касается воздания хвалы Богу. В литургии византийского типа три вышеописанные воззвания предваряются ещё одним призывом к народу «Станем добре, станем со страхом…», который возглашает диакон. В мосарабской литургии также существует предварительное воззвание, которое представляет собой цитату из Псалтири.
Sursum corda — одна из самых древних частей христианской литургии, что объясняет её аналогичную структуру во всех обрядах. Литургия, чин которой записан в Апостольских постановлениях (соответствует антиохийскому богослужению третьей четверти IV века), уже содержит все традиционные элементы вступительного диалога:
- Епископ: «Господь со всеми вами»
- Паства: «Весь да будет со духом твоим»
- Епископ: «Горе́ сердца»
- Народ: «Они — у Господа Бога нашего»
- Епископ: «Будем благодарить Господа»
- Народ: «Достойно и справедливо»[3]

О таком порядке упоминает и Иаков Эдесский со ссылкой на практику Александрийской церкви.

## Западные литургии
Латинский текст римского обряда:
- Священник: Dominus vobiscum
- Народ: Et cum spiritu tuo
- Священник: Sursum corda
- Народ: Habemus ad Dominum
- Священник: Gratias agamus Domino Deo nostro
- Народ: Dignum et iustum est

Русский текст римского обряда:
- Священник: «Господь с вами»
- Народ: «И со духом твоим»
- Священник: «Вознесём сердца»
- Народ: «Возносим ко Господу»
- Священник: «Возблагодарим Господа Бога нашего»
- Народ: «Достойно это и праведно»[5]

Вступительный диалог в амвросианском обряде совпадает с римским, а в мосарабском имеет слегка другую форму и состоит из четырёх воззваний. Дополнительное воззвание, открывающее диалог, взято из псалма, «И подойду я к жертвеннику Божию, к Богу радости и веселия моего» (Пс. 42).
- Священник: Introibo ad altare Dei mei (Пс. 42:4)
- Народ: Ad Deum qui letificat juventutem meam
- Священник: Aures ad Dominum
- Народ: Habemus ad Dominum
- Священник: Sursum corda
- Народ: Levemus ad Dominum
- Священник: Deo ac Domino nostro Jesu Christo filio Dei qui es in celis dignas laudas dignasque gratias referamus
- Народ: Dignum et justum est

## Восточные литургии
Византийский обряд (текст принятый в Русской православной церкви):
- Диакон: «Ста́нем до́бре, ста́нем со стра́хом, во́нмем, свято́е возноше́ние в ми́ре приноси́ти»
- Хор: «Ми́лость ми́ра, же́ртву хвале́ния»
- Священник: «Благода́ть Го́спода на́шего Иису́са Христа́, и любы́ Бо́га и Отца́, и прича́стие Свята́го Ду́ха, бу́ди со все́ми ва́ми»
- Хор: «И со ду́хом твои́м»
- Священник: «Горе́ име́ем сердца́»
- Хор: «И́мамы ко Го́споду»
- Священник: «Благодари́м Го́спода»[6]
- Хор: «Досто́йно и пра́ведно есть покланя́тися Отцу́ и Сы́ну, и Свято́му Ду́ху, Тро́ице единосу́щней и неразде́льней»

Литургия апостола Иакова (западно-сирийский обряд):
- Священник: «Любовь Отца, Благодать Сына и общение Св. Духа да будет со всеми вами. Горе́ сердца»
- Народ: «Имеем ко Господу»
- Священник: «Будем благодарить Господа Бога нашего»
- Народ: «Достойно и праведно»[7]

Литургия апостола Марка (коптский обряд):
- Священник: «Господь со всеми вами»
- Народ: «И со духом твоим»
- Священник: «Горе́ ваши сердца»
- Народ: «Имеем ко Господу»
- Священник: «Будем благодарить Господа»
- Народ: «Достойно и справедливо»[8]

## Sursum cordaв искусстве
Один из первых примеров музыкального воплощения текста — двухголосный (анонимный) кондукт в Magnus liber organi; кондукт датируется, самое позднее, первой половиной XIII века. Ференц Лист, ставший в поздние годы жизни ревностным католиком, включил пьесу под названием Sursum corda в свой знаменитый сборник программных пьес «Годы странствий» (год третий).